# Бжехув
Бжехув (пол. Brzechów) — село в Польщі, у гміні Далешиці Келецького повіту Свентокшиського воєводства.
Населення — 934 особи (2011).
У 1975-1998 роках село належало до Келецького воєводства.

## Демографія
Демографічна структура на день 31 березня 2011 року:
|          | Загалом | Допрацездатний вік | Працездатний вік | Постпрацездатний вік |
| -------- | ------- | ------------------ | ---------------- | -------------------- |
| Чоловіки | 451     | 85                 | 333              | 33                   |
| Жінки    | 483     | 103                | 294              | 86                   |
| Разом    | 934     | 188                | 627              | 119                  |